# Jaime Abdul Gutiérrez
Jaime Abdul Gutiérrez Avendaño (Sonsonate, 5 aprile 1936 – Dipartimento di La Libertad, 9 agosto 2012) è stato un generale e politico salvadoregno, uno dei fautori del Colpo di Stato in El Salvador del 1979 e presidente della Giunta Rivoluzionaria di Governo di El Salvador nel 1980.

## Biografia
Jaime Abdul Gutiérrez nacque a Sonsonate il 5 aprile 1936. Si laureò in un'accademia militare di El Salvador. Servì nell'esercito salvadoregno come geniere, e ricevette un diploma nella scuola superiore di ingegneria militare del Messico nel 1968. Nel luglio 1969, tornò nel suo paese natale e prese parte alla Guerra del calcio contro il confinante Honduras.
Divenuto colonnello, nel 1979 prese parte alla cospirazione militare per rovesciare il regime di Carlos Humberto Romero, che culminò nel colpo di stato del 15 ottobre 1979. In seguito divenne uno dei due rappresentanti dell'esercito nella Giunta Rivoluzionaria di Governo di El Salvador. Gutiérrez era considerato come la seconda persona più importante nella giunta subito dopo il colonnello Adolfo Arnoldo Majano.
Ciò nonostante i due non erano d'accordo tra di loro nei metodi per risolvere la crisi politica scatenatasi in El Salvador; per Majano, la soluzione era una riforma radicale sociale, mentre per Gutiérrez, che rappresentava l'ala conservatrice dell'esercito, erano più consoni dei metodi militari. Nel maggio 1980, gli esponenti di destra all'interno dei militari promossero la destituzione di Adolfo Majano dalla guida della giunta; il 12 maggio 1980, Gutiérrez divenne comandante in capo delle forze armate. Due giorni dopo prese anche la guida della giunta, e prese le redini della transizione verso un'aperta guerra civile; nei mesi seguenti, vi fu un'escalation di terrore che attraversò tutto il paese.
Dopo la rimozione di Majano dalla guida della giunta, venne formata la terza giunta rivoluzionaria di governo il 13 dicembre 1980. L'esponente cristiano-democratico José Napoleón Duarte venne nominato presidente di El Salvador mentre il colonnello Gutiérrez divenne vicepresidente e comandante in capo delle forze armate. Nel seguente anno e mezzo, il nuovo governo cercò non soltanto di mantenere un vantaggio militare e il potere, ma indisse anche delle elezioni per la nuova assemblea costituente il 28 marzo 1982. Il 2 maggio 1982 José Napoleón Duarte e Jaime Abdul Gutiérrez si dimisero dalle loro cariche trasferendo il potere al presidente eletto ad interim Álvaro Magaña.
Gutiérrez lasciò l'esercito con il grado di generale. In seguito alla sua uscita dall'esercito divenne presidente dell'amministrazione nazionale delle comunicazioni, della commissione esecutiva del complesso idroelettrico sul fiume lempa, e detenne anche altre importanti cariche.
Le autorità militari riportarono le notizie della morte di Gutiérrez avvenuta il 9 agosto 2012 nella sua casa nel Dipartimento di La Libertad. In seguito alla sua morte venne sepolto il 10 agosto 2012 dopo un funerale di massa.
Jaime Abdul Gutiérrez causa ancora oggi diverse controversie nella società salvadoregna: molti lo considerano come un dittatore e conduttore di terrorismo di stato, altri lo considerano come un militare onesto che "non si è seduto al tavolo a negoziare con dei criminali" e ha provveduto a portare la stabilità nel paese. La sua partecipazione al colpo di stato del 1979 è anch'essa discussa: molti considerano il suo ruolo nel porre fine alla dittatura sanguinaria di Carlos Humberto Romero, altri lo accusano di aver rimosso un regime che aveva mantenuto la stabilità nazionale sin dal 1962.